# Крулевець (Свентокшиське воєводство)
Крулевець (пол. Królewiec) — село в Польщі, у гміні Смикув Конецького повіту Свентокшиського воєводства.
Населення — 759 осіб (2011).
У 1975-1998 роках село належало до Келецького воєводства.

## Демографія
Демографічна структура на день 31 березня 2011 року:
|          | Загалом | Допрацездатний вік | Працездатний вік | Постпрацездатний вік |
| -------- | ------- | ------------------ | ---------------- | -------------------- |
| Чоловіки | 386     | 97                 | 263              | 26                   |
| Жінки    | 373     | 80                 | 230              | 63                   |
| Разом    | 759     | 177                | 493              | 89                   |